# Поплавский, Владимир Михайлович
Влади́мир Миха́йлович Попла́вский (20 марта 1938, Шилка. Читинская область, РСФСР — 18 июня 2016) — советский и российский ядерный физик, заместитель генерального директора Физико-энергетического института имени Лейпунского. Заслуженный деятель науки РФ (1994), лауреат премии правительства РФ в области науки и техники (2007).

## Биография
Родился в семье рабочих. Окончил Шилкинскую среднюю школу (1955) и теплоэнергетический факультет Томского политехнического института (1960) по специальности инженер-механик.
С 1960 года работал в ФЭИ (Обнинск) в должностях от инженера до заместителя генерального директора института, в последние годы — советник генерального директора.
Доктор технических наук, профессор. Заслуженный деятель науки Российской Федерации.
Автор и руководитель исследований в области технологии и безопасности АЭС с реакторами на быстрых нейтронах. Участвовал в освоении натриевой технологии на реакторах БР-5/10, разработке и пуске экспериментального реактора БОР-600, демонстрационного реактора БН-350 и промышленного энергоблока с реактором БН-600.

## Личная жизнь
Жена — Татьяна Антоновна Поплавская.
- сын — Александр Владимирович Поплавский:
  - внук — Денис Александрович Поплавский,
  - внук — Глеб Александрович Поплавский.
- дочь — Елена Владимировна Поплавская:
  - внучка — Карина Манвеловна Петросян (Геворкян),
  - внучка — Камила Манвеловна Геворкян.

## Награды и премии
- Премия Правительства РФ в области науки и техники — за комплекс работ по созданию и внедрению новой техники для жидкометаллических систем ядерно-энергетических установок.
- Премия Дружбы правительства КНР.
- Орден Дружбы (2000) и медали.